# Mabea occidentalis
Mabea occidentalis är en törelväxtart som beskrevs av George Bentham. Mabea occidentalis ingår i släktet Mabea och familjen törelväxter. Inga underarter finns listade i Catalogue of Life.

## Bildgalleri

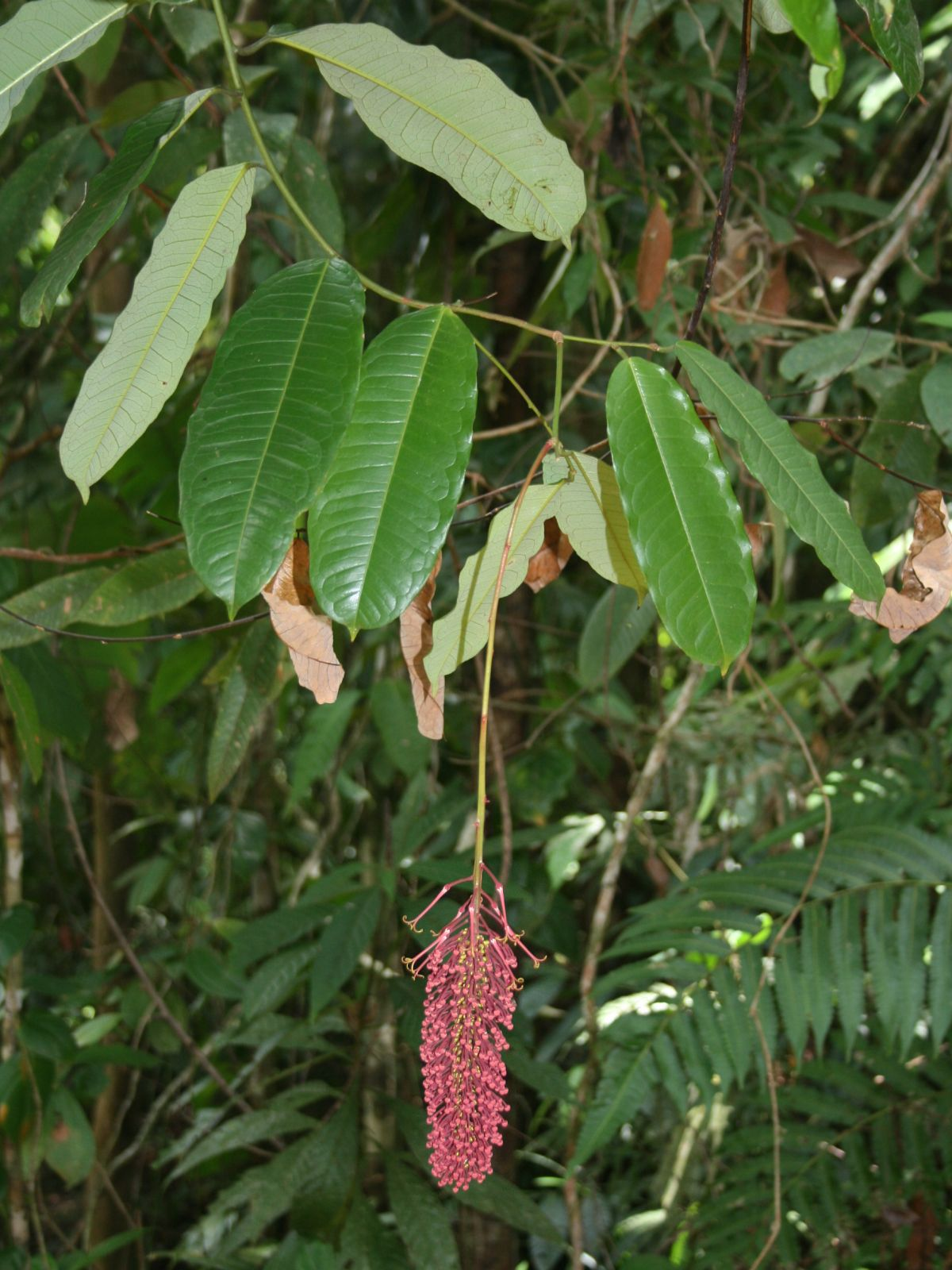
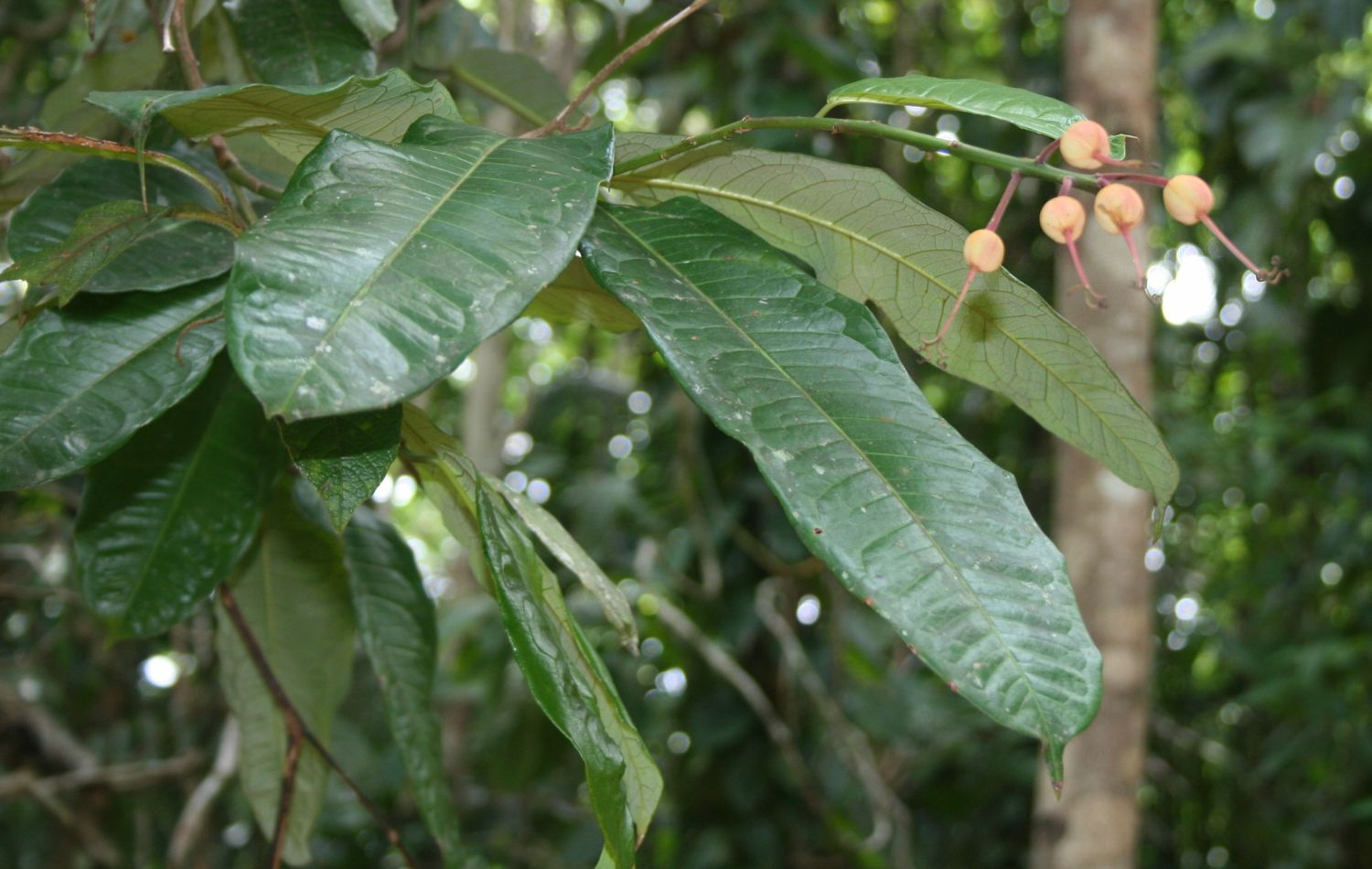
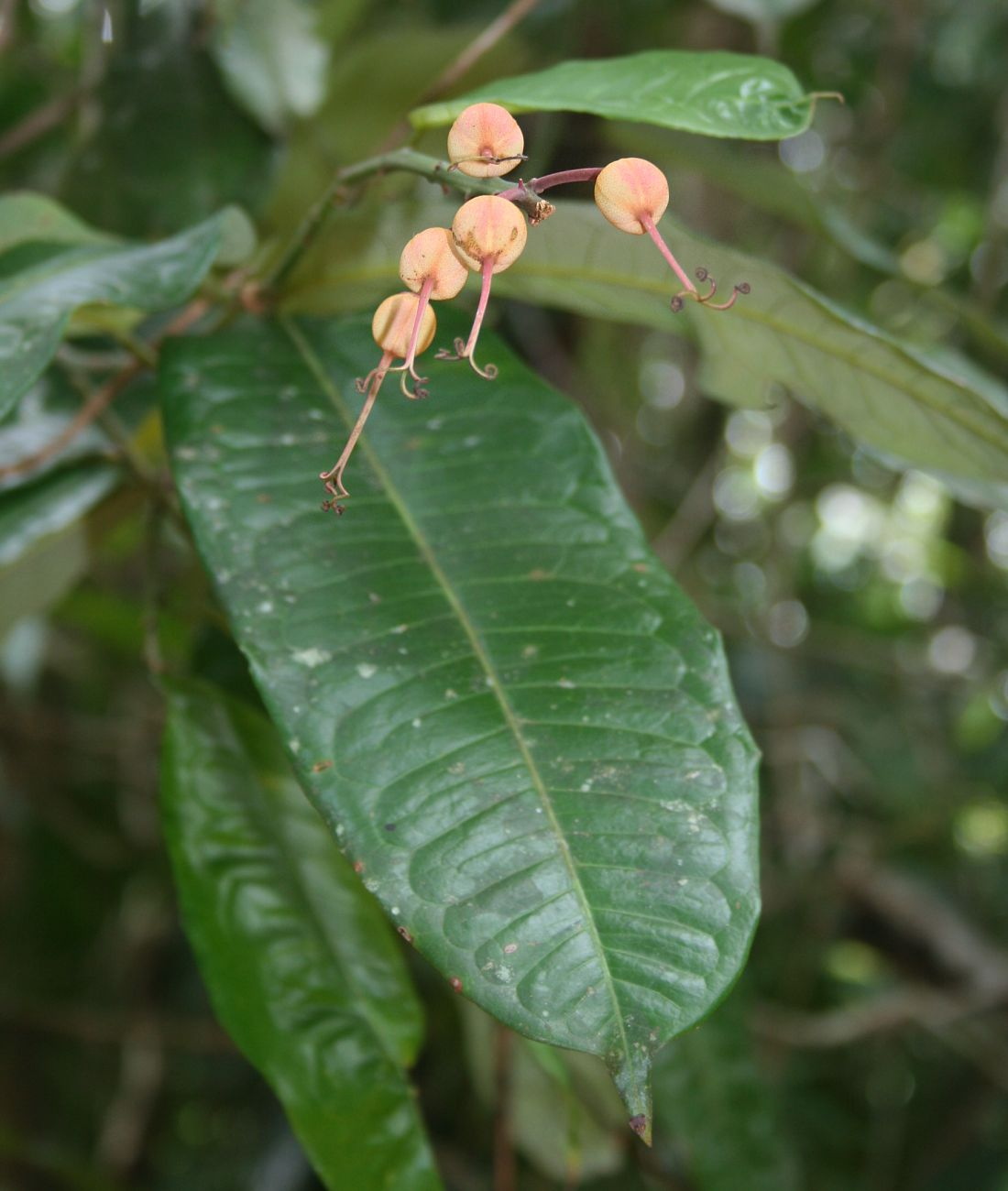
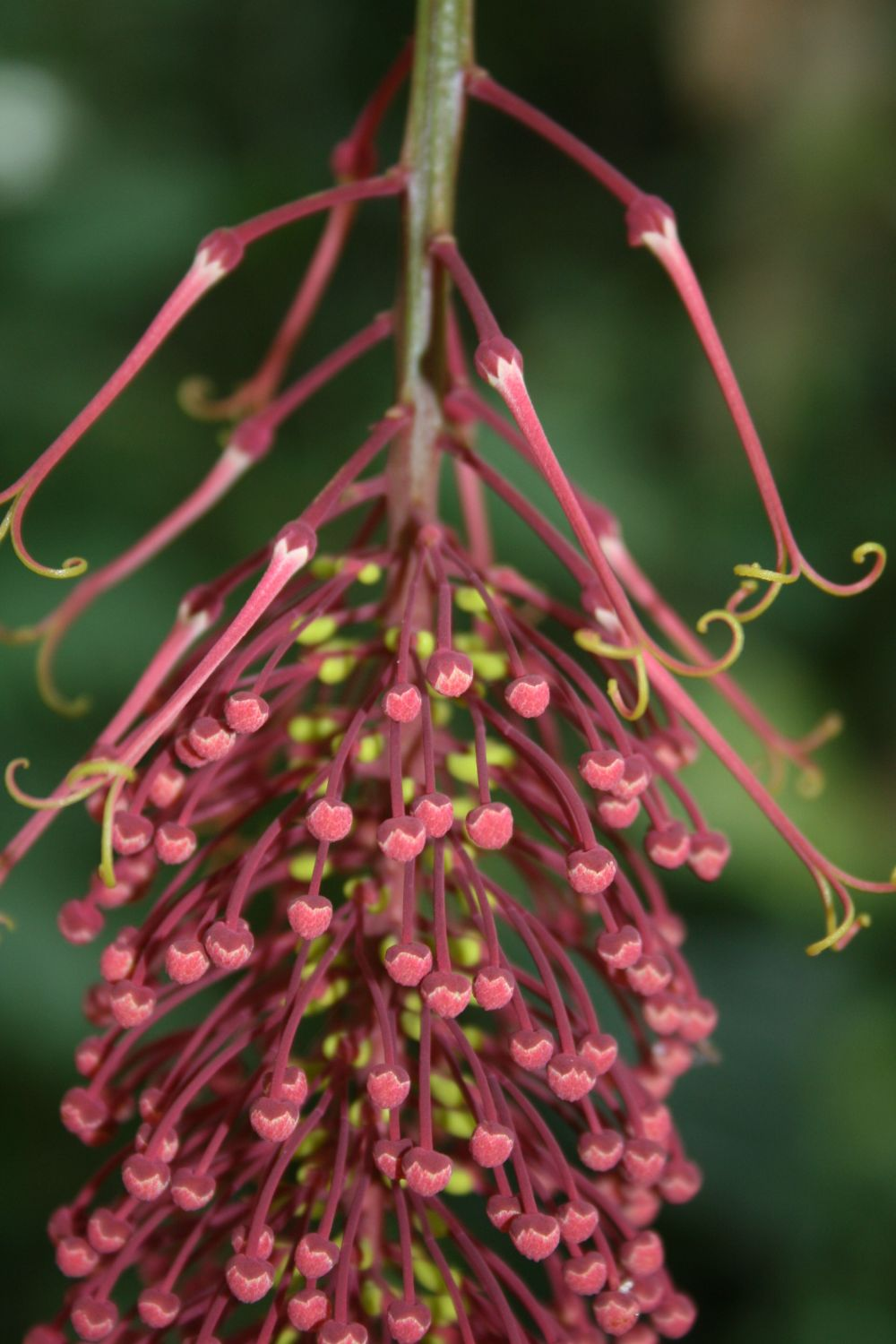